# Gustav Neckel
Gustav Karl Paul Christoph Neckel, född 17 januari 1878 i Wismar, död 24 november 1940 i Dresden, var en tysk filolog.
Neckel blev professor i germansk filologi vid Heidelbergs universitet 1911 och vid Berlins universitet 1920. Han studerade främst forngermansk, framför allt fornnordisk diktning och kultur- och religionshistoria. Han skrev bland annat Beiträge zur Eddaforschung (1908), Walhall (1913), Germanen und Kelten (1929) samt flera populärvetenskapliga arbeten. Han utgav även Poetiska Eddan (andra upplagan 1927–36).